# Frička
Frička je obec na Slovensku v okrese Bardejov s převážně rusínským obyvatelstvem. Žije zde 330 obyvatel, první písemná zmínka pochází z roku 1618. Nachází se zde dřevěný řeckokatolický chrám svatého Michaela archanděla z roku 1829 (národní kulturní památka Slovenské republiky) a dále pak pravoslavný chrám téhož zasvěcení, postavený v letech 1990 až 1993.